# Харківський 4-й уланський полк
Харківський 4-й уланський полк (рос. дореф. Харьковскій 4-й уланскій полкъ)
 — кавалерійський полк Російської імператорської армії. Старшинство — 27 червня 1651 року.
За часів свого існування був гусарським (1765—1783), кіннотним (1783—1784), легко кіннотним (1784—1790, 1792—1796), кінно-єгерський (1790—1792), кірасирським (1796—1801), драгунським (1801—1827, 1882—1907) та уланським (1827—1882, 1907—1918).

## Передумови появи полку
1765 рік, став для Слобідської України роком суттєвих змін. Автономію п'яти Слобідських козацьких полків, було скасовано маніфестом російської імператриці Катерини ІІ від 28 липня 1765 року «Про заснування в слобідських полках пристойного цивільного пристрою і про перебування канцелярії губернської і провінційної», згідно з яким було засновано  Слобідсько-Українську губернію з п'ятьма провінціями на місці скасованих полків і адміністративним губернським центром у Харкові.
Згідно того ж маніфесту приймається рішення про формування з особового складу скасованих козацьких полків нових гусарських полків російської імперської армії.
Представники козацької старшини які вирішили продовжувати службу вже в гусарських полках отримували військові імперські чини, рядові ж козаки були вимушені продовжувати службу вже як гусари незалежно від свого бажання. Здебільшого козацькі старшини як і рядові козаки не мали великого бажання переходити до «гусарії». З 1042 козаків які були записані у козацькому полку, до новоутвореного гусарського полку потрапило лише 456.
За старшинство новоутворені гусарські полки отримали 1651 рік, цим як би встановлювалося їх спадкоємство до попередніх слобідських козацьких полків.
Одним з цих полків став Харківський гусарський полк, утворений на основі козаків Харківського слобідського козацького полку. До складу новоутвореного полку передано команди зі складу Грузинського гусарського (7-й та 8-й ескадрони), Жовтого гусарського полків, а також кадри зі скасованого Слобідського гусарського полку. Першим командиром полку стає серб полковник Микола Іванович Чорба, колишній командир Слобідського гусарського полку.

## Історія формування

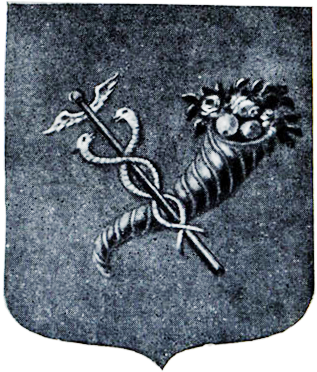
Згідно гербовника М. Щербатова герб Харківського гусарського полку (1775)

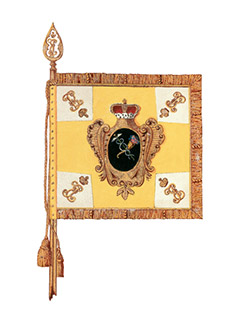
Прапор Харківського полку (1786)

03.03.1765 — Харківський гусарський полк сформований у місті Харків на основі Харківського слобідського козацького полку, з додаванням кадрів з Грузинського, Слобідського та Жовтого гусарських полків. Полк мав шести ескадронний склад, загальною кількістю у 1304 військовиків усіх чинів. Кожен ескадрон поділявся на дві роти (напівескадрони).
28.06.1783 року, під час реформ Потьомкіна, полк перейменовано на Харківський полк української кінноти.
26.02.1784 року полк переформовано на Харківський легкокінний полк, шести ескадронного складу. В штаті полку налічувалося 1047 військовиків.
2.02.1788 року в полку заснована команда кінних єгерів у 65 осіб.
21.09.1789 року команда кінних єгерів відраховано зі складу полку і відправлено на формування Єлізаветградського кінно-єгерського полку.
1790 року полк перейменовано на Харківський кінно-єгерський полк.
З 1792 року полк перейменовано Харківський легкокінний полк.
29.11.1796 року полк перейменовано Харківський кірасирський полк, п'яти ескадронного складу.
З 3.10.1798 року Кірасирський генерал-майора Заплатіна полк.
З 25.10.1798 року Кірасирський генерал-майора князя Ромодановського-Ладиженського полк.
З 23.01.1799 року Кірасирський генерал-майора Козенса полк.
З 29.03.1801 року полк перейменовано на Харківський кірасирський полк.
З 20.07.1801 року полк перейменовано на Харківський драгунський полк.
16.05.1803 року зі складу полку відраховано два ескадрони на формування Одеського гусарського полку, замість їх сформовано нові ескадрони.
7.07.1803 року зі складу полку відраховано один ескадрон який було включено до Курляндського драгунського полку, замість нього сформовано новий ескадрон.
З 1827 року полк перейменовано на Харківський уланський полк.
21.03.1833 року до складу полку включено 1-й та 2-й ескадрони Татарського уланського полку. Харківський уланський полк стає 8-ми ескадронним (не рахуючи 9-го резервного ескадрону).
15.05.1851 року полк перейменовано на Уланський Його Королівської Високості Принца Фрідріха Прусського полк.
26.06.1856 року полк переформовується у шести ескадронний склад (крім того полк мав два резервних ескадрони).
18.09.1856 року полк переформовується у чотири ескадронний склад (крім того полк мав два резервних ескадрони).
19.03.1857 року полк перейменовано на Харківський Уланський Його Королівської Високості Принца Фрідріха Прусського полк.
18.07.1863 року полк знову перейменовано на Харківський уланський полк.
25.03.1864 року 4-й уланський Харківський полк.
23.04.1864 року 4-й Уланський Харківський Її Імператорської Високості Великої Княгині Олександри Петрівни полк, отримавши у шефи представницю родини Романових Олександру Петрівну.
18.08.1882 року полк перейменовано на 11-й драгунський Харківський Її Імператорської Високості Великої Княгині Олександри Петрівни полк.
6.10.1885 року 3-й ескадрон полку був відрахований для новосформованого 50-го Іркутського драгунського полку, замість нього сформовано новий ескадрон.
6.06.1907 року полк знову стає уланським як 4-й уланський Харківський полк.

## Підпорядкування полку
3.12.1796 року полк ввійшов до складу 7-ї Української дивізії.
З 4.05.1806 року Харківський драгунський полк разом з Чернігівський драгунським та Охтирським гусарським полками включено до 10-ї дивізії.
12.05.1812 року полк увійшов до 4-ї кавалерійської дивізії 4-го резервного кавалерійського корпусу 2-ї західної армії.
27.12.1812 року полк перейшов до складу 1-ї бригади 3-ї драгунської дивізії.
29.08.1814 року полк перейшов до складу 4-ї драгунської дивізії 8-го піхотного корпусу.
28.10.1815 року полк перейшов до складу 2-ї бригади 4-ї драгунської дивізії 2-ї армії.
21.03.1833 року полк переходить до складу 1-ї бригади 2-ї легкої кавалерійської дивізії.

## Бойовий шлях полку
- Участь в придушенні козацько-селянського повстання 1768—1769 років
- Російсько-турецька війна (1768—1774). Разом з Охтирським та Острогозьким гусарськими полками увійшов до 1-ї армії генерал-аншефа О. М. Голіцина, яка формувалася у Києві
  - Битва при Кагулі (1770). Учасникам цієї битви було надано спеціально викарбувану медаль. З одного її боку зображення імператриці Катерини ІІ, з іншого боку напис «Кагуль липня 21 дня 1770 рока»
- Кримський похід (1782)
- Російсько-турецька війна (1787—1792)
  - Облога Очакова (1788). Корнети Осташевський та Красовський отримали золоті хрести на георгіївській стрічці. На хрестах з одного боку розміщувався напис «За службу і хоробрість», з іншого «Очаків взятий 6 грудня 1788 року». Нижні чини отримали срібні медалі з написом «За хоробрість надану при взятті Очакова 6 грудня 1788 року» з одного боку, та вензелем імператриці Катерини ІІ, з іншого.
- Російсько-польська війна (1792)
  - Битва під Дубенкою
- Повстання Костюшка (1794)
  - Бій під Мацеєвицями. У цьому бою корнет Харківського легко кінного полку Федір Ілліч Лисенко взяв у полон Тадеуша Костюшка
  - Штурм Праги. Полк безпосередньо не брав участі у цій битві, але його військовики брали у ньому участь як добровольці («охотники»). 12 офіцерів Харківського полку які брали участь у цьому штурмі були нагороджені золотим хрестом на георгіївській стрічці; хрест мав напис з одного боку «За труди і хоробрість», з іншого боку «Прага взята 1794 року, 24 жовтня». 873 нижніх чинів полку отримали срібні медалі; чотирикутна срібна медаль носилася у петлиці на червоній стрічці
- Війна третьої коаліції (1805)
  - Битва під Аустерліцом
- Франко-російська війна (1812)
  - Бій при Тарутине
  - Битва під Красним (03.11.1812)
- Війна шостої коаліції (1813—1814)
  - Битва на річці Кацбах (1813)
- Російсько-перська війна (1826—1827)
- Російсько-турецька війна (1828—1829)
- Листопадове повстання (1830—1831). Військовикам, що брали участь у придушенні польсько-литовського повстання, було надано хрести які носили назву «Польський знак відмінності за військові гідності»
- Придушення угорського повстання (1849)
- Січневе повстання (1863). Військовикам, що брали участь у придушенні польського повстання було надано бронзову медаль на стрічці державних імперських кольорів (чорно-жовто-білій)
- Російсько-турецька війна (1877—1878)
  - Облога Плевни (1877)
- Перша світова війна (1914—1918)
  - Східно-Прусська операція (1914)

## Відзнаки
- Шість Георгіївських штандартів (1 білий та 5 зелених), з написами «За відзначення проти ворога в битві біля Кацбаха 14 серпня 1813 року». Штандарти надані 15 вересня 1813 року;
- Знаки на капелюхи (ківери) за участь у Російсько-перській війні 1826—1828 років та у Російсько-турецькій війні 1828—1829 років (6.04.1830);
- Три Георгіївські штандарти з нагоди 200-річчя полку. Штандарти надані 27 червня 1851 року;
- Лаврові петлиці на офіцерські однострої (17 квітня 1878). Пізніше замість їх було надано Георгіївські срібні труби;
- Георгіївські срібні труби з написами «За відмінність у Турецькій війні 1877 і 1878 років» (1878).

## Герб полку
За даними книги Альбовського «Історія Харківського полку» 12 червня 1775 року Харківському гусарському полку було надано герб за зразком зі старим гербом Харкова. Він уявляв собою зелений щит, на якому схрещені золотий Ріг достатку (з плодами та квітами) та зелено-золотий «кадуцей», чи жезл Меркурія. Цей герб розміщувався на штандартах та на полкових печатках.

## Однострій

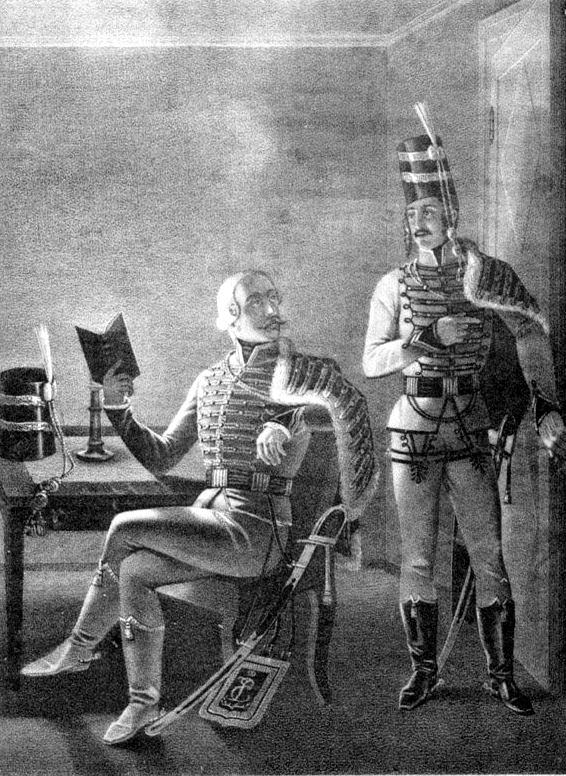
Штаб-офіцер та кадет Харківського гусарського полку (1776—1783)

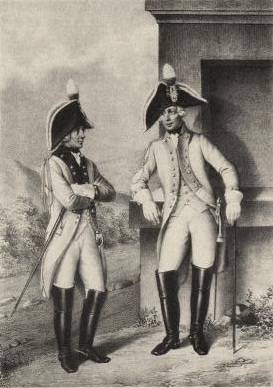
Генерали Харківського та Малоросійського кірасирських полків (1797—1801)

### Перші затверджені мундири1765року
Ще за часів існування слобідських козацьких полків були введені полкові однострої які відрізнялися один від одного за кольором. Кунтуші для всіх полків були однакові, сині, але жупани та шаровари були полкових кольорів. Кольором харківських козаків був жовтий.
При формуванні у 1765 році гусарських полків їм було надано кольори скасованих козацьких полків. У харківських гусарів мундири (доломани) були жовтого кольору, розшиті чорними шнурами. Доломани обер-офіцерів облямовувалися одним вузьким галуном, штаб-офіцерам- широким, полковник мав облямівку в два ряди (широкий на вузький галун). Унтер-офіцери мали галунну облямівку на комірі, відрізняючись один від іншого (за рангом) кількістю галунних смуг. Випушки, коміри та рукава мундирів були чорного кольору. Пояси були чорно-жовті (у офіцерів чорно-золоті).
Ментики у Харківському полку були чорні вкриті жовтими (у офіцерів золотими) шнурами. Ґудзики на мундирах були мідні. Ташки були вкриті чорним сукном і несли на собі вензель імператриці.
Ківера (у формі зрізаного конуса) у полку були чорні, з жовтою (у офіцерів золотою) вишивкою. На ківерах був білий бант та султан. Нестройові чини замість ківерів використовували трикутні капелюхи з зубчатою облямівкою.
Введені до штату полку в 1775 році кадети (унтер-офіцери з молодих дворян) отримали за знаки розрізнення ківера з золотою галунною облямівкою.

### Мундири1784року
Під час реформ Потьомкіна у 1783 році, Харківський гусарський полк переформовано на полк української кінноти, а у 1784 році на легкокінний полк. 1784 року легкокінні полки (серед них і Харківський) отримують нові зручні мундири, які не мали нічого спільного з попередніми гусарськими.
Харківські легкокінники мали сині суконні куртки з білими луженими ґудзиками. Куртки мали червоні коміри, обшлаги, лацкани та випушку. На куртці розміщувалося по два білих погона та білий аксельбант на правому плечі. Шаровари були червоні з білою зубчатою облямівкою. Крім того офіцери мали білі камзол та штани, до яких додавалися срібні ґудзики, погони, та аксельбанти.
За головний убір була каска, з вузькою мідною бляхою. Каска мала білий плюмаж, та чорний султан.
Засновані у 1788 році команди кінних єгерів мали однострій подібний до загального однострою полку, але мундири були темно-зелені.

### Мундири1796року
З приходом до влади імператора Павла І Харківський легкокінний полк було переформовано на кірасирський. Полку було надано нової форми де використовувався чорний та білий колір. Однострій складався з: колету, камзолу, вузьких лосинових штанів, чобіт, білих штибель-манжетів, рукавичок, плащу, капелюху, кашкету, кітелю та фуфайки. Паски кірасири малі чорні, облямовані червоною шкірою.
Колети спочатку були палеві, а з лютого 1797 року білі кирзані чи суконні. Відкладні коміри, обшлаги, погони (погони на обох плечах) були чорного кольору. Унтер-офіцери та вахмістри відрізнялися від нижніх чинів срібним шиттям та комірах та обшлагах.
Камзоли вироблялися з чорного сукна з петельками замість ґудзиків, офіцерські камзоли мали срібну галунну облямівку.
Треуголка мала помаранчевий султан та кокарду з чорного шнуру з кистями (у офіцерів з срібної ниті та чорного шовку).
Плащі з вузькими чорними стоячими комірами були з зеленого сукна. Пізніше їх почали робити білого кольору. Згодом плащі були замінено на темно-зелені шинелі.
Крім того офіцерам було надано білі віцмундири, які вони носили поза службою. Ці віцмундири мали відкладні комірі, обшлаги та лацкани з чорного оксамиту. На віцмундирах також були аксельбанти та ґудзики. При віцмундирі носився суконний палевий камзол з плоскими ґудзиками, білі штани та шпага.
Слід зауважити, що харківські кірасири використовували легкокінні однострої (зразка 1784 року) ще до 1797 року, поки до полку не прибули зразки нового однострою і на їх основі не було зроблено мундири для всього особового складу.

### Мундири1801року
У 1801 році під час військових реформ нового імператора Олександра І Харківський кірасирський полк було переформовано на драгунський, що сказалося на зміні мундирів його особового складу.
Однострій драгуна складався з: мундиру, панталонів, рейтуз, чобіт, фуражного сукняного капелюху світло-зеленого кольору з помаранчевою околію, кітелю, шинелі, фуфайки (чи кожушка), трикутного капелюха з султаном з білого пір'я та рукавичок.
Драгунський двобортний мундир робився зі світло-зеленого сукна, пізніше колір було змінено на темно-зелений. У Харківському драгунському полку коміри та обшлаги були помаранчеві. Погон (один погон на мундирі, якій носили на лівому плечі) був помаранчевий та мав червону облямівку. Усі металеві деталі однострою — мідні.
У 1806 році, були введені темно-зелені сюртуки з комірами та обшлагами як на мундирі.
Панталони були білі суконні (у офіцерів також лосинні), а також сірі для походів, вони мали назву рейтузів.
До 1807 року, приналежністю драгунських вахмістрів та унтер-офіцерів були тростини.

### Франко-російська війна 1812 року
Мундир з темно-зеленого сукна, того ж типу, що і у піхотних полках, але з коротшими фалдами. Погони, комір і обшлага відповідного для полку помаранчевого кольору. Металеві деталі однострою, жовті. Відвороти фалд — червоні. Панталони білі суконні. Рейтузи і кітель кірасирського зразка. Шинель також кірасирського зразка, але з погонами та комірами як на мундирі. Кашкети суконні темно-зеленого кольору, з околію за кольором коміра, з нашитим номером ескадрону, та з випушками за ескадронними кольорами. Каски були кірасирського зразка з зображенням імперського орла. Сурмачі, мали на касках червоний султан.
Унтер-офіцери відрізнялися від нижніх чинів галунною нашивкою на комірі та обшлагах.
Офіцери поза строєм одягали темно-зелені сюртуки та панталони.

### Мундири1827року
У 1827 році, за часів реформ імператора Миколи І, значення драгун зменшено. Драгунські полки переформовувалися на уланські та гусарські, серед них був і Харківський драгунський, який став уланським полком.
Нові уланські однострої несли на собі комбінацію темно-синього та білого кольорів. Мундир вироблявся з темно-синього сукна. Стоячий комір, обшлаги, лацкани та канти мундиру були білі суконні. Етишкети (шнури на капелюсі) — білі вовняні. Ґудзики та металеві лускаті еполети — лужені, білі. Рейтузи з білою облямівкою — білі. Флюгера були двокольорові: верхня частина- біла, нижня — синя.

### «Уланка»1858року
У 1858 році було введено новий зимовий однострій для уланських офіцерів, який отримав назву «уланка». Її використовували з еполетами з 15 вересня по 1 травня. Уланка мала плюшеві відкладні коміри, лацкани, обшлаги, та кишені, і була на плюшевій підкладці полкового кольору.

### Мундири1882року
У 1882 році усі армійські уланські та гусарські полки були реформовані у драгунські, серед цих полків був і Харківський уланський полк. Нові драгунські полки отримали нові однострої: широкі та просторі темно-зелені мундири, сіро-сині шаровари. Ґудзики на мундирах було замінено на гачки та петлі. Полки відрізнялися один від іншого лише кольором околі капелюха, комірів мундиру та петлиць. Харківському драгунському полку було надано помаранчевий колір. У офіцерів однострої були відповідні до нижніх чинів, але коміри, обшлаги та відвороти були з чорного оксамиту.

### Мундири Першої світової (1914)
За часів Першої світової війни використовувалося польове (похідне) обмундирування: похідний мундир чи кітель, кашкети з козирком (для нижніх чинів такий ввели у 1913 році). Обшлаги, з миском мали, темно-синю випушку. Шаровари використовувалися сіро-сині, з випушкою полкового кольору. Погони були захисного кольору та двосторонні (з іншого боку полкового кольору), усі полки мали облямівку погонів темно-синього кольору. На погонах розміщувалася шифровка з позначенням полку, світло-синього кольору, у харківських уланів «4.У».

## Командири
- 03.03.1765-22.04.1774 — полковник Чорба Микола Іванович
- 22.04.1774-14.08.1774 — полковник Галос Осип
- 21.09.1774-10.02.1778 — полковник Бедряга Яким
- 16.02.1778-11.10.1783 — бригадир Висоцький Микола Петрович
- 09.11.1790-26.03.1790 — бригадир Неплюєв Іван Миколайович
- 03.06.1790-07.02.1797 — бригадир Боур Карл Федорович
- ?-16.11.1797 — полковник Фриз Карл Федорович
- 16.11.1797-29.11.1797 — полковник Грушецький Василь Васильович
- 31.03.1798-05.10.1798 — полковник Заплатин Семен Григорович
- 25.01.1799-04.06.1799 — полковник Гельфрейх Карл Борисович
- 04.12.1799-15.10.1800 — полковник Портнягин Семен Андрійович
- 23.11.1800-16.05.1803 — полковник Дегтярьов Володимир Семенович
- 10.07.1803-12.01.1804 — підполковник Юзефович Дмитро Михайлович
- 12.01.1804-25.05.1806 — полковник Миницький Дмитро Андрійович
- 23.06.1806-11.08.1810 — підполковник (з 12.12.1807 полковник) Юзефович Дмитро Михайлович
- 07.12.1815-24.03.1816 — підполковник Семяко Іван Павлович
- 10.02.1816-19.03.1820 — полковник Юнкер Карл Пилипович
- 28.03.1820-24.11.1823 — полковник Снарський Костятин Станіславович
- 12.12.1823-14.03.1826 — полковник Кочіалов Єгор Олексійович
- 19.03.1826-22.08.1826 — полковник Гельман Карл Євстафійович
- 16.09.1826-15.03.1831 — полковник граф Анреп-Ельмпт Осип Романович
- 19.05.1832-23.01.1840 — полковник Беклемішев Дмитро Миколайович
- 09.02.1840-08.02.1842 — полковник Витовський Осип Петрович
- 08.03.1842-23.03.1847 — полковник фон Кронен Федір Адамович
- 23.03.1847-12.11.1854 — полковник Земенцький Владислав Касперович
- 12.11.1854-01.09.1860 — полковник Станкевич Платон Михайлович
- 01.09.1860-22.06.1861 — полковник Гудима Олексій Степанович
- 22.06.1861-05.05.1866 — полковник Баумгартен Фердинанд Єрмолайович
- 05.05.1866-27.09.1866 — полковник Притвіц
- 27.09.1866-07.01.1870 — полковник Чернов Микола Пахомович
- 28.01.1870-27.06.1875 — полковник граф Нірод Микола Євстафійович
- 27.06.1875-13.06.1881 — полковник Ертель Віктор Іванович
- 13.06.1891-02.08.1891 — полковник Паліцин Володимир Олексійович
- 08.08.1891-02.07.1896 — полковник Веймарн Іван Іванович
- 29.07.1896-16.08.1900 — полковник Оболешев Олександр Дмитрович
- 24.10.1900-10.03.1902 — полковник фон Крузенштерн Микола Федорович
- 16.04.1902-03.11.1904 — полковник Любомиров Павло Петрович
- 29.01.1905-06.12.1907 — полковник Красовський Броніслав Іванович
- 04.12.1907-17.09.1912 — полковник фон Круг Віктор Платонович
- 30.09.1912-08.03.1917 — полковник Ніколаєв Степан Леонідович
- 08.03.1917-? — полковник Валицький Володимир В'ячеславович

## Шефи (1796—1813)
- 03.12.1796-10.01.1797 — генерал від інфантерії граф Зубов Валеріан Олександрович 2-й
- 21.02.1797-28.01.1798 — генерал-майор (з 29.11.1797 генерал-лейтенант) барон Мейєндорф Казимир Іванович
- 28.01.1798-05.10.1798 — генерал-лейтенант Пауперт Іван Михайлович
- 05.10.1798-25.10.1798 — генерал-майор Заплатін Семен Григорович
- 21.11.1798-23.01.1799 — генерал-майор князь Ромодановський-Ладиженський Олександр Миколайович
- 03.02.1799-15.11.1804 — генерал-майор Козенс Олександр Річардович
- 18.11.1804-17.02.1808 — генерал-майор Гіжицький Варфоломей Каетанович[5]
- 10.03.1808-02.08.1810 — генерал-майор князь Друцький-Соколинський Єліферій Васильович
- 17.09.1810-18.12.1814 — полковник (з 26.12.1812 генерал-майор) Юзефович Дмитро Михайлович

У 1813 році введену за часів Павла І практику шефства у полках було скасовано. Остаточно ці нововведення виконані до 1814 року.

## Почесні шефи
- 15.05.1851-18.06.1863 — принц Фрідріх Вільгельм Людвіг Прусський
- 23.04.1864-? — російська велика княгиня Олександра Петрівна

## Служили у полку
- Кармалюк Устим Якимович
- Квітка-Основ'яненко Григорій Федорович
- Володимир-Северин-Маріан Липинський
- Лопухін Петро Федорович
- Раєвський Микола Миколайович (син)
- Усенко Матвій Олексійович

## Дислокація
- 1765-1768, з 1779, 1784—1787, 1796—1799 року місто Харків
- пр. 1779 рік місто Заславль
- пр. 1795 рік місто Рівне (Волинська губернія)
- з 1799 року Чорний Острів (Подільська губернія, Проскурівський повіт)
- пр. 1800 рік Луцьк
- пр. 1813 рік місто Кам'янець-Подільський
- з 1849 року місто Згеж
- пр.1876 місто Слонім
- пр. 1917 рік місто Острогозьк